# Стара Казанковка
Стара Казанко́вка (рос. Старая Казанковка, башк. Иҫке Казанковка) — присілок у складі Мелеузівського району Башкортостану, Росія. Входить до складу Партизанської сільської ради.
Населення — 37 осіб (2010; 67 в 2002).
Національний склад:
- росіяни — 94%